# نيكولا مانديتش
نيكولا مانديتش (بالكرواتية: Nikola Mandić) هو لاعب كرة قدم كرواتي في مركز الهجوم، ولد في 19 مارس 1995 في فينكوفسي في كرواتيا. شارك مع منتخب كرواتيا تحت 17 سنة لكرة القدم ومنتخب كرواتيا تحت 19 سنة لكرة القدم. أما مع النوادي، فقد لعب مع نادي أوسييك.

## وصلات خارجية
- نيكولا مانديتش على موقع اتحاد كرواتيا (الكرواتية)
- نيكولا مانديتش على موقع قاعدة بيانات كرة القدم.إي يو (الإنجليزية)
- نيكولا مانديتش على موقع Soccerway.com (الإنجليزية)